# Paros
Paros se găsește în Arhipelagul Cicladelor din Marea Egee. Este o insulă cu plaje însorite, în care viata tradițională grecească se combină armonios cu atmosfera cosmopolită a turismului internațional.
Insula Paros, pe locul trei ca mărime în arhipelag, este dominată de sate albe care par desprinse din picturi de epocă, de plaje bine întreținute si de o atmosferă grecească tipică. Paros este locuită încă din antichitate, fiind renumită și pentru lucrările și clădirile din marmură.
Capitala Parikia este o localitate în care casele albe, mărginite de străduțe înguste cu arcade, oferă vizitatorilor un decor atrăgător. Este destinația ideală pentru cei care vor să guste viața cosmopolită într-o atmosferă grecească străveche.

## Obiective turistice

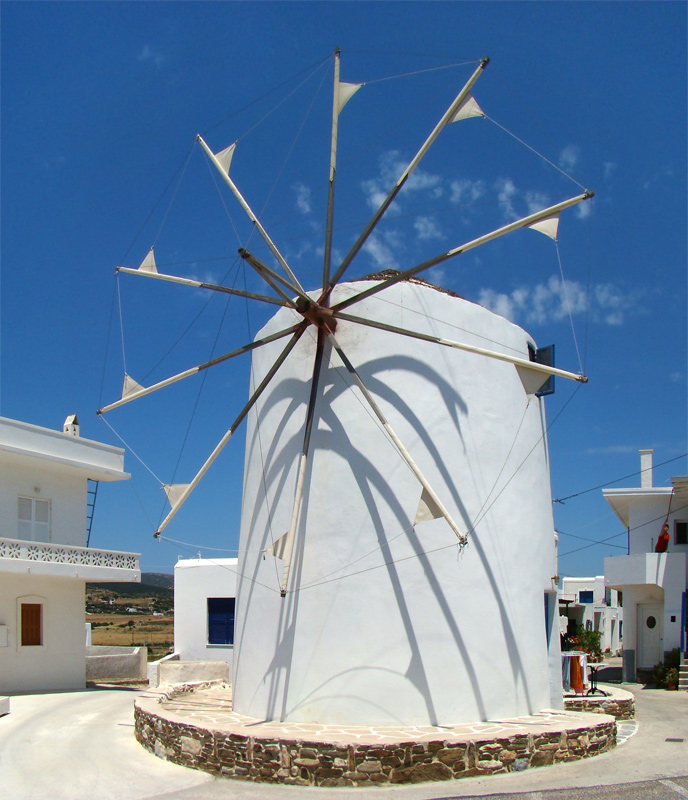
O moară de vânt în Marpissa în stilul tradițional al Insulelor Ciclade.

Biserica „Panagia Ekatontapiliani” este una dintre cele mai importante biserici în stil bizantin ale insulei. Conform legendei, ar fi fost construită din ordinul împărătesei Elena, aflată în drum spre Palestina.